# Відава (Лодзинське воєводство)
Відава (пол. Widawa) — село в Польщі, у гміні Відава Ласького повіту Лодзинського воєводства.
Населення — 1254 особи (2011).
У 1975-1998 роках село належало до Серадзького воєводства.

## Демографія
Демографічна структура станом на 31 березня 2011 року:
|          | Загалом | Допрацездатний вік | Працездатний вік | Постпрацездатний вік |
| -------- | ------- | ------------------ | ---------------- | -------------------- |
| Чоловіки | 624     | 114                | 441              | 69                   |
| Жінки    | 630     | 111                | 355              | 164                  |
| Разом    | 1254    | 225                | 796              | 233                  |